# Pogányosvölgy
Pogányosvölgy (románul: Valea Mare) település Romániában, a Bánságban, Krassó-Szörény megyében.

## Fekvése
Boksánbányától északkeletre, a Bisztra folyó mellett fekvő település.

## Története
Pogányosvölgy vagy Nagypatak nevét 1501-ben, majd 1584-ben említette először oklevél Nagypatak alias Valemare néven. 1602-ben Valemare, 1717-ben Vallemare, 1808-ban Vallemáre, 1888-ban Valeamer-Poganest, 1913-ban Pogányosvölgy néven írták.
Pogányosvölgy (Valemare) az 1500-as évek elején a Fiáth család birtokai közé tartozott. 1501-ben Fiáth Lajos és László és gyermekeik osztoztak meg Bukiu, Petrosnicza, Valemare, Nyires, Örményes, Gyuro falvakban levő birtokaikon.
1534-ben János király Novcsa Miklóstól hűtlensége miatt birtokait elvette, és azokat Fiáth Ferencnek adományozta. E birtokok közé tartozott Walemare részbirtok is.
1578-ban az oklevelek említést tettek a Fiáthok Nagypatak-on és Gyúrón fekvő részbirtokairól is.
1579-ben Báthory Kristóf erdélyi vajda Fiáth Lajosnak, Ferencnek, Jakabnak és Miklósnak új adományt adott Gyuro, Nagypatak és Székas pusztai részbirtokokra.E birtokrészek a Simon János elleni perben szerepeltek.
1580-ban Báthory Kristóf erdélyi vajda beiktattatta a karánsebesi Olacz Konstantin özvegyét Floka Annát és leányát Katalint, a Szörény vármegye karánsebesi kerületében fekvő Karczmafalva (Kröcsma), Szavoj, Valemare, Vaiszlova és Cserese részbirtokába, majd 1590-ben Theke Györgyöt és Gyulay Jánost küldte követül a temesvári pasához, többekközt meghagyva nekik, hogy Tóth Gáspár és Miklós Nagypatak nevű falujuk ügyében.
1613-ban Fiáth Zsigmond, Miklós és János tiltakoztak, azért hogy Báthory Gábor a szörénymegyei karánsebesi kerületben fekvő Golecz, Szlatina, Szárazpatak, Szekas, Yale Maré és más falvakat eladományozhassa.
A 16. és a 17. században Szörény megyében három Valiamare létezett.
1769-ben Valiamare előbb a zsupaneki zászlóalj kiegészít részét képezte, majd az oláh–illír határezredhez került, utóbb pedig az oláhbánsági határezred ohabai századához tartozott.
1851-ben Fényes Elek írta a településről:
Valemare (Uj), Krassó vármegyében, a Boganis (Pogányos) vize mellett, 37 katholikus, 521 óhitü lakossal, s anyatemplommal
A trianoni békeszerződés előtt Krassó-Szörény vármegye Boksánbányai járásához tartozott. 1910-ben 676 lakosából 664 román volt. Ebből 667 görögkeleti ortodox volt.

## Források

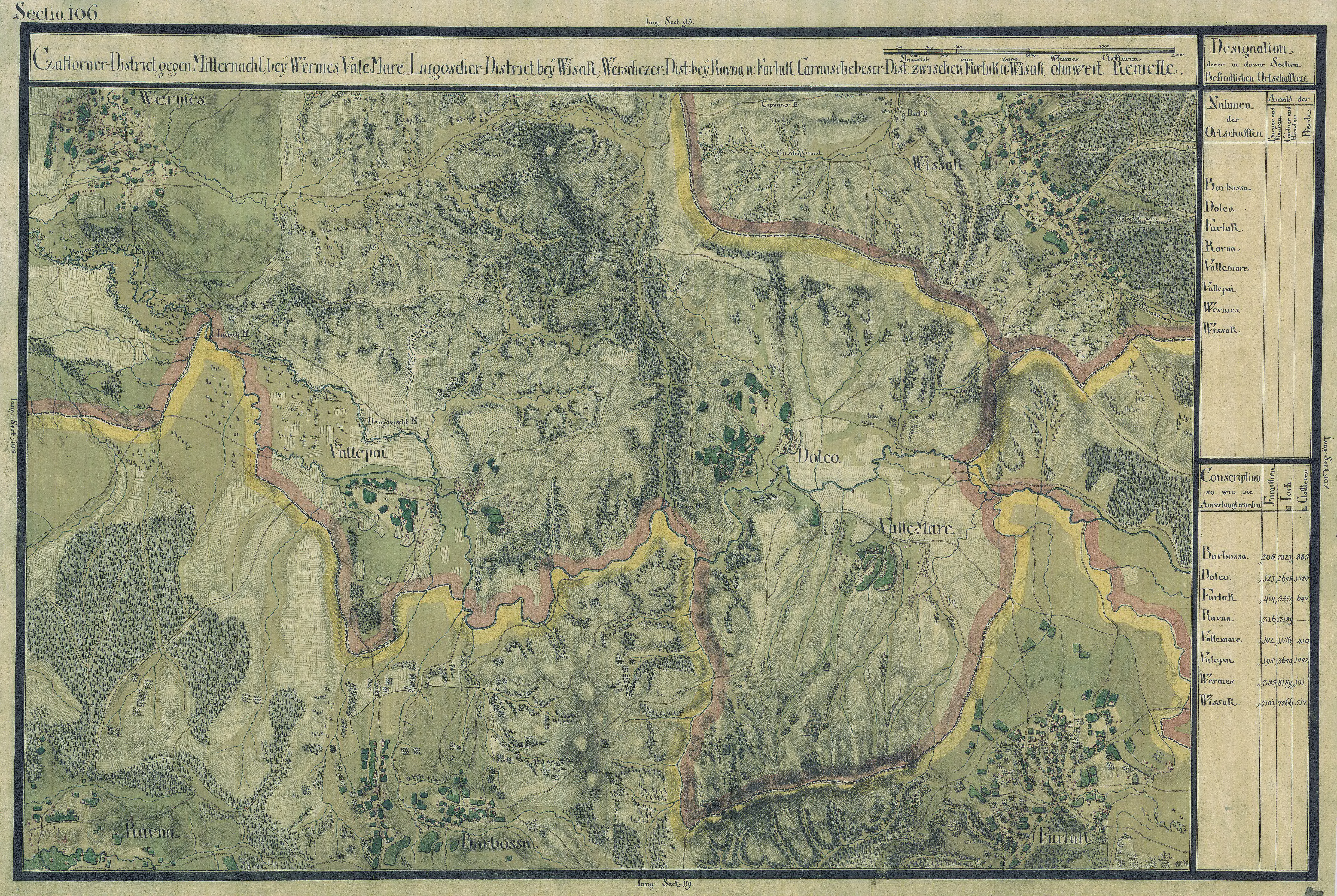
Pogányosvölgy (Nagypatak) egy régi térképen